# Rock Master 1996
Rock Master 1996 – międzynarodowe zawody we wspinaczce sportowej organizowane od 1987 roku we włoskim Arco, których 11 edycja Rock Master odbyła się w dniach 7–8 września w 1996.

## Uczestnicy
Organizator festiwalu Rock Master's do zawodów wspinaczkowych na sztucznych ścianach (Climbing Stadium Arco), zaprosił wspinaczy, którzy wystąpili w konkurencji;
- prowadzenie (kobiety i mężczyźni).

## Wyniki
Legenda
     * Konkurencje zawodów wspinaczkowych rozegrane tylko w ramach Rock Master 1996 zostały zaznaczone tym kolorem.
     * Zawodnicy (włoscy), organizatora zawodów  zostali zaznaczeni tym kolorem.
W zawodach wspinaczkowych w konkurencji prowadzenie wzięło udział 14 zawodników oraz 11 zawodniczek.

### Prowadzenie
| Mężczyźni |                    |       |
| Miejsce   | Zawodnik           | Wynik |
|           |                    |       |
| złoto     | François Lombard   | 6100  |
| srebro    | François Petit     | 4880  |
| brąz      | Elie Chevieux      | 3965  |
| 4.        | François Legrand   | 3355  |
| 5.        | Luca Zardini       | 3111  |
| 6.        | Arnaud Petit       | 2867  |
| 7.        | Cristian Brenna    | 2623  |
| 8.        | Serik Kazbekow     | 0     |
| 9.        | Saławat Rachmietow | 0     |
| 10.       | Stefano Alppi      | 0     |
| 11.       | Andreas Bindhammer | 0     |
| 12.       | Luca Giupponi      | 0     |
| 13.       | Christoph Bucher   | 0     |
| 14.       | Christian Core     | 0     |

| Kobiety |                     |       |
| Miejsce | Zawodniczka         | Wynik |
|         |                     |       |
| złoto   | Katie Brown         | 4400  |
| srebro  | Liv Sansoz          | 3520  |
| brąz    | Stéphanie Bodet     | 2860  |
| 4.      | Muriel Sarkany      | 2420  |
| 5.      | Martina Čufar       | 2244  |
| 5.      | Marietta Uhden      | 2244  |
| 7.      | Cécile Avezou       | 0     |
| 8.      | Luisa Iovane        | 0     |
| 9.      | Marie Giullet       | 0     |
| 10.     | Raffaella Valsecchi | 0     |
| 11.     | Jelena Owczinnikowa | 0     |